# Карпинчик, Марина Степановна
Марина (Марсельеза) Степановна Карпинчик (29 августа 1924, Ананьев, Молдавская ССР — 29 ноября 1976, Новосибирск) — советская оперная певица (лирико-колоратурное сопрано), солистка Новосибирского театра оперы и балета (1950—1966), заслуженная артистка РСФСР (1956).

## Биография
В 1950 году окончила Ленинградскую государственную консерваторию имени Н. А. Римского-Корсакова (преподаватель — С. Акимова).
В 1950—1960 годах была солисткой Новосибирского театра оперы и балета.
Похоронена на Заельцовском кладбище в Новосибирске.

## Репертуар
- «Травиата» Дж. Верди — Виолетта
- «Риголетто» Дж. Верди — Джильда
- «Садко» Н. Римского-Корсакова — Волхова
- «Севильский цирюльник» Дж. Россини — Розина
- «Бан Банк» Ф. Эркеля — Мелинда
- «Сказка о царе Салтане» Н. Римского-Корсакова — Царевна-Лебедь
- «Руслан и Людмила» М. Глинки — Людмила
- «Ромео и Джульетта» Ш. Гуно — Джульетта
- «Лакме» Л. Делиба — Лакме
- «Царская невеста» Н. Римского-Корсакова — Марфа[2]

## Награды и звания
- Медаль «За трудовое отличие» (13 августа 1955 года) — за большие заслуги в области советского музыкального искусства[3].
- Заслуженная артистка РСФСР (25 января 1956 года) — за заслуги в области советского театрального искусства